# 沖識名
沖 識名（おき しきな、1904年（明治37年）7月6日 - 1983年（昭和58年）12月15日）は、元プロレスラー、その後、日本のプロレスでの元レフェリー。

## 来歴・人物
沖縄県出身。本名は識名盛夫。ハワイに移住（日系アメリカ人）。ハワイ相撲の横綱やハワイ柔道選手権者として活躍した後、1931年にタロー・三宅（三宅多留次）に出会いプロレスラーとなる。タロー・三宅は、当時アメリカで大活躍をしていた日系レスラーである。1932年1月8日にニュージャージー州トレントンでベイブ・キャドック（ジョン・サプズィー）戦でデビュー。
1933年2月22日にロサンゼルスのオリンピック・オーディトリアムでジム・ロンドスと対戦し、敗れる。
1936年12月31日にデトロイトでエベレット・マーシャルの持つMWA認定世界ヘビー級王座に初挑戦。試合には敗れたものの、これは判明している限りにおいて、日本人初の世界ヘビー級王座挑戦であるとされる。1937年11月16日にはNWAハワイジュニアヘビー級王座を奪取している。
1948年にプロレスラーとしての現役を引退。その3年後の1951年に、ハワイでハロルド坂田の誘いでプロレスに転向した力道山のコーチを務める。以後、日本プロレスで長年に渡ってメインレフェリーを務め、特に暴走する外国人レスラーに着ているシャツを掴まれて破かれてしまい、場外に放り投げられたりするなどして試合終了後には上半身裸になってしまう場面がよくあった。
1973年（昭和48年）3月9日、日本プロレスに辞表を提出し引退。この日はNETテレビも『NET日本プロレスリング中継』打ち切り並びに新日本プロレス中継開始（『ワールドプロレスリング』へ再改題）を発表し、この日を境に日プロは一気に崩壊へ向かっていった。前日3月8日に栃木県佐野市で行われ、『NET日本プロレスリング中継』最後の中継試合となったジョニー・バレンタイン対高千穂明久のUNヘビー級選手権試合が最後のレフェリングとなった。同年10月9日の全日本プロレス・蔵前国技館大会で引退セレモニーを行った。
その後、ハワイに帰り、1983年（昭和58年）12月15日死去。79歳没。

## タイトル歴
- NWAハワイジュニアヘビー級王座[4]

## エピソード
1965年（昭和40年）に拳銃不法所持で逮捕されたことがある。その際、留置場で「プロレスは八百長だろう」と絡んできた若いチンピラに対して「俺が命を賭け、身体を張ってきたプロレスを八百長呼ばわりするお前は断乎として許せない」と激怒した沖識名は取っ組み合い、たちまち倒してしまったという。当時の沖識名の年齢は61歳だった（出典：門茂男著『群狼たちの真実』角川文庫刊　P244)　ハワイでのプランテーション労働の日々や力道山との出会いは、鳥越皓之『沖縄ハワイ移民一世の記録』（中央公論新書）に詳しい。